# Медвідь В'ячеслав Григорович
В'ячеслав Григорович Медвідь (Медвєдєв) (22 лютого 1951 р., с. Кодня, Житомирського району, Житомирської області), український письменник-прозаїк, есеїст, Заслужений діяч мистецтв України, почесний член Асоціації «Нова література», член літературного гурту «Пси Святого Юра». Нагороджений Почесною грамотою Кабінету Міністрів України.

## Біографія
Був третьою дитиною (з-посеред трьох сестер) в сім'ї своїх батьків — Медвідя Григорія Кириловича та Миколайчук Ярини Гаврилівни. Народився 22 лютого (запис зроблено 23-го) в селі Кодня на Житомирщині, хрещений у православній церкві, навпроти якої мешкала родина.
Після закінчення школи із срібною медаллю, він, приїхавши до столиці, складає вступні іспити на філологічний факультет Київського державного університету імені Тараса Григоровича Шевченка (нині — Київський національний університет імені Тараса Шевченка).
Проте набраних балів вистачило на інший заклад — бібліотечний факультет Київського державного інституту культури ім. Корнійчука (нині — Київський національний університет культури і мистецтв), відділення масових та наукових бібліотек. Здобувши фах бібліотекаря-бібліографа вищої кваліфікації, він їде за направленням до Ужгорода і з 1972 року працює методистом у Закарпатській обласній бібліотеці для дітей. Потім служба у збройних силах. З армії повернувся до Ужгорода, але не надовго.
У 1975 році В'ячеслав Григорович від'їжджає до Києва. Працював в різних бібліотеках міста. У 1981 році був редактором редакції «Романів і повістей» видавництва «Дніпро». Тривалий час працював старшим науковим співробітником Українського центру культурних досліджень Міністерства культури і туризму України, секретарем ради Національної Спілки письменників України.
З 1988 року — на творчій роботі. Професійний письменник. Літературна кар'єра В'ячеслава Медвідя розпочалась у шостому класі школи. Перші його поезії, нариси, етюди друкувалися в районній газеті «Зоря комунізму» у 1967–1968 роках. Автор книжки оповідань «Розмова» (1981), книжки прози «Заманка» (1984), романів «Таємне сватання» (1987), «Збирачі каміння» (1989), «Кров на соломі» (2001), книжок прози «Льох» (2000), «Лови» (2005), щоденників, есеїв та інше.
У більшості своїх творів — від експресіоністичних новел до складних романів — Медвідь занурений у поліський регіон, часто звужуючи географію своїх творчих пошуків до одного села.
Окремі твори В'ячеслава Григоровича перекладалися російською, іспанською, казахською, литовською та чеською мовами. Членом Спілки письменників України став у 1982 році. За роман «Кров по соломі» був відзначений Національною премією України ім. Т. Г. Шевченка та премією імені Євгена Бачинського (США) у 2003 році. Зараз живе та працює у місті Києві.
Улюблений афоризм В'ячеслава Медвідя — «я міг би бути зовсім іншим письменником».

## Нагороди
- 1996 — премія ім. Є. Бачинського «У свічаді слова» (за роман «Кров по соломі»);
- 2001 — літературна премія «Украïнський стиль» асоціаціï «Нова література»;
- 2003 — Національна премія України імені Тараса Шевченка.

Про нього Григір Тютюнник сказав: «Якийсь він мило-лукавий цей Медвідь… Згадаймо, який лукавий був Гоголь…»
- В’ячеслав Медвідь : біобібліогр. покажч. : до 65-річчя від дня народж. / Київ. нац. ун-т культури і мистецтв, Наук. б-ка ; уклад.: Ю. І. Горбань та ін. ; редкол.: М. М. Поплавський та ін. – Київ : б. в., 2015. – 190 с. – (Серія ”Видатні постаті КНУКіМ” ; вип. 3).

«В'ячеслав Медвідь — харизматична постать у сучасній літературі. Навіть його мовчання часто потрактовується як промовляння беззаперечних істин» — літературний критик, культуролог, письменник Михайло Бриних.